# Shayr Mohamed
Shayr Mohamed González (San Pedro Garza García, 4 de abril de 2000) es un exfutbolista mexicano de ascendencia argentina que se desempeñaba como centrocampista ofensivo. Es hijo del exfutbolista y entrenador argentino Antonio Mohamed.
Actualmente es asistente técnico de Antonio Mohamed en el Deportivo Toluca Fútbol Club.

## Trayectoria

### Juveniles
Se unió por a la academia juvenil del Monterrey en 2015 participando en la sub-15. Luego se unió al Club Atlético Huracán de Argentina jugando en la cantera entre 2016-2019. Se mudó brevemente al Club Atlético de San Luis por un año en 2019. Hasta que regresó a la academia juvenil del Monterrey en 2020 más tarde ese año. Finalmente tuvo la oportunidad de unirse al primer equipo del Monterrey haciendo su debut profesional con su padre, Antonio Mohamed, quien en ese momento estaba entrenando a los Rayados.

### Club de Fútbol Monterrey
Hizo su debut profesional con el Club de Fútbol Monterrey el 22 de agosto de 2020 contra el Club América entrando como suplente de Rogelio Funes Mori en el minuto 90 del partido. Durante el minuto 92 en la prórroga le provocó una falta a Sergio Díaz y recibió una tarjeta roja a los 42 segundos de su debut.

### Palmarés deportivo
Quedó campeón de la Copa Mx en el torneo apertura 2020, en el Club de Fútbol Monterrey, jugando la final contra Club Tijuana, quedando en la ida con un marcador de 1-0 a favor del cuadro regiomontano, y en la vuelta 1-1, lo que hacía campeón al Monterrey con un global de 2-1 a favor del mismo. 
Club Xolos De Tijuana Sub 20
Jugó en la cantera del equipo fronterizo desde el 1 de enero de 2021 terminando su contrato con Rayados el 31 de diciembre de 2020 después de no estar en los planes del equipo regiomontano.

### Arsenal Fútbol Club
Tras un breve préstamo en el Cancún Fútbol Club de la Liga de Expansión MX llegó en 2022 a Arsenal de Sarandí, firmando contrato hasta diciembre de ese año.